# Hiroyasu Ibata
Hiroyasu Ibata (井幡 博康 Ibata Hiroyasu?,  nacido el 25 de junio de 1974 en Sapporo, Hokkaido) es un exfutbolista japonés. Jugaba de centrocampista y su último club fue el JEF United Ichihara de Japón.

## Trayectoria

### Clubes
| Club                 | País  | Año         |
| -------------------- | ----- | ----------- |
| Nagoya Grampus Eight | Japón | 1994 - 1996 |
| Honda                | Japón | 1996 - 1999 |
| JEF United Ichihara  | Japón | 2000 - 2001 |

## Palmarés

### Títulos nacionales
| Título             | Club                 | País  | Año  |
| ------------------ | -------------------- | ----- | ---- |
| Copa del Emperador | Nagoya Grampus Eight | Japón | 1995 |